# RU Волка
RU Волка (лат. RU Lupi), HD 142560 — одиночная переменная звезда в созвездии Волка на расстоянии приблизительно 520 световых лет (около 160 парсеков) от Солнца. Видимая звёздная величина звезды — от +13,4m до +9,6m. Возраст звезды определён как около 0,2188 млн лет.

## Характеристики
RU Волка — оранжево-красная пульсирующая переменная звезда типа T Тельца (INT) спектрального класса pec(T) или K7/M0e. Масса — около 0,759 солнечной, радиус — около 1,65 солнечного, светимость — около 1,182 солнечной. Эффективная температура — около 4688 K.

## Описание
RU Волка является звездой типа T Тельца, то есть находится на стадии только сформировавшейся маломассивной звезды, ещё не перешедшей на стадию главной последовательности, где звёзды создают энергию при ядерном горении гелия в ядрах. Возраст RU Волка оценивается в 2–3 миллиона лет. Звезда демонстрирует случайные вариации светимости, в  том числе переменность ультрафиолетового и рентгеновского излучения.
Спектр звезды обладает эмиссионными линиями водорода, накладывающимися на обычный звёздный спектр. Наличие таких линий может объясняться ударом падающего газа о внешнюю оболочку звезды; также существуют свидетельства в пользу наличия мощного звёздного ветра в непосредственной близости от звезды. Масса аккрецирующего вещества составляет (5 ± 2) × 10−8 масс Солнца в год.
RU Волка обладает (по оценкам) массой около 0,6–0,7 массы Солнца, радиус составляет 1,6 радиуса Солнца. Звезда излучает в два раза больше энергии, чем Солнце при эффективной температуре около 3950 K. RU Волка окружена околозвёздным диском из пыли массой до 0,032 массы Солнца. Частицы диска обладают различными размерами, достигая 1 см в поперечнике.
Звезда обладает периодической переменностью лучевой скорости, что связывают с пятнами на поверхности звезды, о наличии которых судят по корреляции между наклоном и формой линий в спектре с изменением лучевой скорости. Период переменности таков, что гипотеза о звёздных пульсациях как причине переменности отвергается, поскольку пульсации происходят на существенно меньших временных интервалах; также маловероятной является причина переменности в виде наличия обращающегося вокруг звезды компаньона, поскольку при этом не происходило бы изменение профилей спектральных линий.

## Планетная система
В 2019 году учёными, анализирующими данные проектов HIPPARCOS и Gaia, у звезды обнаружена планета.